# René Chudeau
Pour les articles homonymes, voir Chudeau.
René Chudeau (Angers, 16 août 1864 - Paris, 7 août 1921) est un géologue et explorateur français.

## Biographie
René Charles Marie Chudeau est le fils de René Arthur Chudeau, négociant manufacturier, et de Marie Caroline Louise Aubert. Il étudie la géologie à l'École normale supérieure (1884-1887), obtient l'agrégation de sciences naturelles en 1888, puis, à partir de 1890 devient professeur à l'Université de Besançon. Docteur ès-sciences (1896), sa thèse porte sur la Vieille-Castille.
En 1900, il entre à l'Université d'Alger. Émile-Félix Gautier l'engage alors, en 1904, dans une expédition au Sahara. Après avoir atteint Timimoun dans le Gourara, il gagne l'Adrar où il rejoint Gautier (mai 1905). Étudiant la possibilité d'un tracé de ligne télégraphique entre In Salah et Tombouctou, Chudeau et Gautier se joignent à la mission Dinaux.
La mission passe à In Zize et Timissao et atteint l'Adrar des Ifoghas. Gautier la quitte à Bou Ghassa pour joindre le Niger et l'Algérie par la vallée du Tilemsi, tandis que Chudeau et Dinaux visitent l'Aïr (septembre 1905). Après avoir atteint Iférouane, Dinaux décide d'abandonner.
Seul, Chudeau atteint Agadès puis Zinder et le Tchad (février 1906) et rentre en France par le Niger et le Sénégal après avoir relevé six mille sept cents kilomètres de trajets et ramené de nombreux renseignements scientifiques. Il apprend alors qu'il est révoqué par le recteur d'Alger, pour absence injustifiée.
Entré au Ministère des Colonies, il visite la Mauritanie avec Abel Gruvel (1908) et y retourne seul, sans escorte et sans bagage de 1910 à 1912.
Géologue de la mission Nieger (1912), il étudie le tracé d'un chemin de fer transafricain entre l'Algérie et le Tchad. Il visite alors tout le Hoggar central et occidental, parcourt le Ténéré jusqu'à In Guezzam et atteint Ansongo sur le Niger par la vallée morte de l'oued Tafassasset.
De retour à Tombouctou en 1913, il suit la caravane du sel jusqu'à Taoudeni. De retour en France, il devient attaché au Muséum de Paris.
Il meurt dans la misère d'un accès de paludisme après la Première Guerre mondiale laissant une œuvre considérable sur le Sahara consacré à sa géologie, sa botanique, sa zoologie et son ethnographie. Il a aussi établi une des toutes premières cartes géologiques du Sahara.

## Distinctions
- Officier d'académie (1894)
- Médaille coloniale (1910) Mauritanie
- Médaille coloniale (1913) Sahara
- Chevalier de la Légion d'honneur (1914)

## Œuvres
Outre de nombreux articles, on lui doit :
- Contribution a l'étude géologique de la Vieille-Castille, 1896
- Missions au Sahara, avec Gautier, 1808-1809
- Le Sahara soudanais, 1909
- A travers la Mauritanie occidentale, 1909
- Note sur l'ethnographie de la région du Moyen Niger, 1910
- Le bassin du moyen Niger, 1912
- Rapport de Mission en Mauritanie 1910-1911, 1913

## Hommage
Pennisetum chudeaui, Acomys chudeaui et le Sclerophrys chudeaui ont été nommés en son honneur,,.